# 塞亞德·科拉希納茨
塞亞德·科拉希納茨（發音：[sěad kolaʃîːnats]；1993年6月20日—），是一名波士尼亞與赫塞哥維納職業足球員，現時效力意甲球會阿特蘭大。司職左閘。波斯尼亞和黑塞哥維那國家足球隊成員。

## 球會生涯

### 早期生涯
科拉希納茨於家鄉球會卡爾斯魯厄開始其職業生涯。2009年，他轉會至霍芬海姆的青年軍，效力了一年，其後再轉會至斯圖加特。逗留了一季，克拉西納茨轉會至沙爾克04。

### 史浩克04

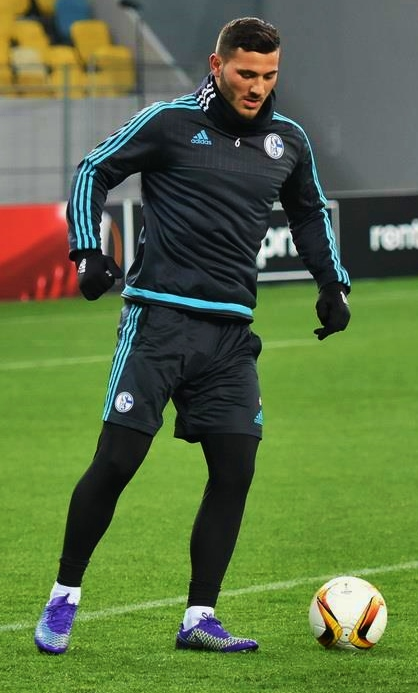
2016年，效力史浩克04時的科拉希納茨

科拉希納茨於沙爾克04的青年隊上陣一年後，獲提拔至，參加德國足球西部地區聯賽。在二隊上陣8次，並攻入2球後，他獲提拔至一線隊。2012年9月15日，在對陣格雷特霍夫的聯賽中，科拉希納茨首次代表球隊上陣，球隊最終亦以2比0勝出。同年12月4日，他於分組賽對陣蒙彼利埃時，首次參加歐洲賽事，該仗球隊以1比1賽和對手。
科拉希納茨在2013年6月時，簽署了一份續約合同，新合約直至2017年6月屆滿。在隨後的一個賽季，他因右膝的前十字韌帶撕裂而需缺陣6個月。
2015年12月13日，科拉希納茨在聯賽對陣奧格斯堡時，攻入效力史浩克04時的首個入球，但球隊最終以1比2落敗。
2017年5月，科拉希納茨決定不與球隊續約，在效力球隊6年後離隊。於2016年至2017年德国足球甲级联赛賽季完結後，科拉希納茨入選本季德甲最佳陣容。

### 阿森纳
2017年6月6日，科拉希納茨免費轉會至英格蘭超級足球聯賽球隊阿森纳，將穿上31號球衣。2017年8月6日，科拉希納茨於2017年英格蘭社區盾攻入轉會後首個入球，協助球隊在法定時間以1比1迫和車路士。8月11日，他在對陣李斯特城的比賽中，首次於聯賽上陣，並交出1次助攻予，協助球隊以4比3反勝對手。科拉希納茨以過半的票數，被球迷選為阿仙奴8月份最佳球員。9月14日，科拉希納茨於欧足联欧洲联赛對陣科隆的比賽中攻入轉會後首個入球，協助球隊在主場以3比1反勝對手。10月28日，他在聯賽對陣史雲斯的比賽中攻入首個聯賽入球，並交出1次助攻，帶領球隊在主場以2比1反勝對手。科拉希納茨以一半的票數，當選10月阿仙奴最佳球員。

### 重返史浩克04
2020年12月31日，科拉希納茨被外借回沙尔克04。2021年1月9日，他於主勝賀芬咸4比0的比賽中，事隔1337日後再次於德甲比賽中上陣。其後，科拉希納茨被球隊教練任命為隊長。2月27日，他於對陣斯图加特的比賽中，攻入回歸後首個入球，但球隊以1比5落敗。

## 國家隊生涯
科拉希納茨持有德國護照，並且曾代表德國各級青年國家足球隊參賽，但成人後選擇代表波士尼亞與赫塞哥維納國家足球隊參加比賽。2013年，他首次獲召入國家隊。他的父親於一次訪問中指出，克拉西納茨的首選一直是波赫隊。2013年11月18日，他於一場友誼賽對陣阿根廷國家足球隊時，首次代表波赫隊參加比賽，但球隊以0比2落敗。
2014年世界盃足球賽舉行前，科拉希納茨入選了波赫隊最終的23人正式參賽名單。在波赫隊征戰本屆世界盃的第一場比賽中，科拉希納茨於開賽3分鐘時攻入一球烏龍球，此球亦成為世界盃中最快出現的烏龍球，阿根廷最終於馬拉簡拿運動場以2比1勝出。

## 個人生活

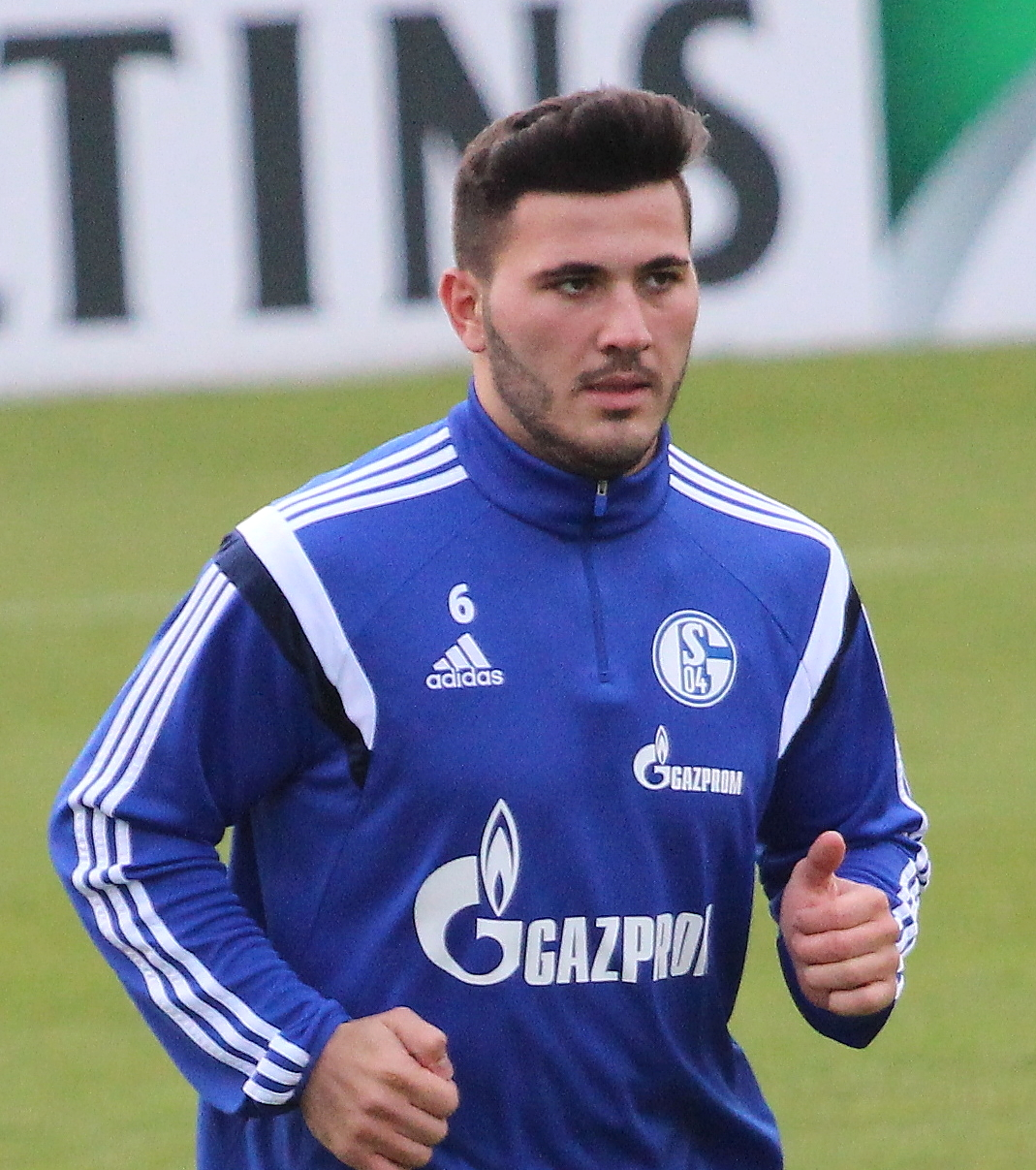
2015年，效力沙爾克04時進行熱身的科拉希納茨

科拉希納茨於德國出生，雙親為。科拉希納茨本人與雙親皆為虔誠的穆斯林。
科拉希納茨擁有德國的護照。他於2013年獲發波斯尼亞的護照，並開始為波赫國家隊上陣。

## 比賽風格
科拉希納茨被視為後防的多面手，能出任不同的防守位置。於時，他大多出任中堅或防守中場兩個位置。時任沙爾克04領隊凯勒把他改造成左閘，表現獲得眾多好評。科拉希納茨被視為體型強壯的球員，場上防守時出色，贏得不少一對一的防守。

## 生涯統計

### 球會
最後更新：2017年3月19日
| 球會        | 賽季        | 聯賽                 | 聯賽 | 聯賽 | 盃賽 | 盃賽 | 聯賽盃 | 聯賽盃 | 歐洲賽事 | 歐洲賽事 | 其他 | 其他 | 總計 | 總計 |
| 球會        | 賽季        | 聯賽                 | 出場 | 入球 | 出場 | 入球 | 出場   | 入球   | 出場     | 入球     | 出場 | 入球 | 出場 | 入球 |
| ----------- | ----------- | -------------------- | ---- | ---- | ---- | ---- | ------ | ------ | -------- | -------- | ---- | ---- | ---- | ---- |
|             | 2011–12賽季 | 德國足球西部地區聯賽 | 2    | 0    | –    | –    | –      | –      | –        | –        | –    | –    | 2    | 0    |
| 2012–13賽季 | 5           | 德國足球西部地區聯賽 | 2    | –    | –    | –    | –      | –      | –        | –        | –    | 5    | 2    |      |
| 2014–15賽季 | 1           | 德國足球西部地區聯賽 | 0    | –    | –    | –    | –      | –      | –        | –        | –    | 1    | 0    |      |
| 總計        | 總計        | 8                    | 2    | –    | –    | –    | –      | –      | –        | –        | –    | 8    | 2    |      |
| 沙爾克04    | 2012–13賽季 | 德國甲組足球聯賽     | 16   | 0    | 1    | 0    | –      | –      | 3        | 0        | –    | –    | 20   | 0    |
| 沙爾克04    | 2013–14賽季 | 德國甲組足球聯賽     | 24   | 0    | 0    | 0    | –      | –      | 6        | 0        | –    | –    | 30   | 0    |
| 沙爾克04    | 2014–15賽季 | 德國甲組足球聯賽     | 6    | 0    | 1    | 0    | –      | –      | 0        | 0        | –    | –    | 7    | 0    |
| 沙爾克04    | 2015–16賽季 | 德國甲組足球聯賽     | 23   | 1    | 1    | 0    | –      | –      | 6        | 0        | –    | –    | 30   | 1    |
| 沙爾克04    | 2016–17賽季 | 德國甲組足球聯賽     | 25   | 3    | 3    | 0    | –      | –      | 8        | 0        | –    | –    | 30   | 3    |
| 沙爾克04    | 總計        | 總計                 | 94   | 4    | 6    | 0    | –      | –      | 23       | 0        | –    | –    | 123  | 4    |
| 阿仙奴      | 2017–18賽季 | 英格蘭超級足球聯賽   | 22   | 1    | 0    | 0    | 3      | 0      | 5        | 2        | 1    | 1    | 31   | 4    |
| 生涯總計    | 生涯總計    | 生涯總計             | 124  | 7    | 6    | 0    | 3      | 0      | 28       | 2        | 1    | 1    | 162  | 10   |

1. ↑  於2017年英格蘭社區盾比賽中上陣
2. ↑  於2017年英格蘭社區盾比賽中入球

### 國家隊上陣次數
截至2017年3月25日
| 球隊                 | 年份 | 出場 | 入球 |
| -------------------- | ---- | ---- | ---- |
| 波斯尼亞和黑塞哥維那 |      |      |      |
| 2013                 | 1    | 0    |      |
| 2014                 | 5    | 0    |      |
| 2015                 | 4    | 0    |      |
| 2016                 | 7    | 0    |      |
| 2017                 | 5    | 0    |      |
| 2018                 | 2    | 0    |      |
| 總計                 | 總計 | 24   | 0    |

## 榮譽

### 球會
阿仙奴
- 英格蘭社區盾冠軍：2017年[33]、2020年[34]
- 英格蘭足總盃冠軍：2019-20賽季[35]

 亞特蘭大
- 歐霸盃冠軍：2023-24

### 個人
- 德國甲組足球聯賽最佳陣容：2016–17賽季[10]

## 外部連結
- Soccerway資料庫：塞亞德·科拉希納茨
- fussballdaten.de：Sead Kolašinac之統計數據 （德文）
- 塞亞德·克拉西納茨 （页面存档备份，存于）於史浩克04上官方網站上的資料
- 塞亞德·科拉希納茨 – FIFA國際賽競賽紀錄 (存檔)
- 塞亞德·科拉希納茨在 National-Football-Teams.com 上的出场纪录